# 34 Жирафа
34 Жирафа (лат. 34 Camelopardalis, HD 40062) — одиночная звезда в созвездии Возничего на расстоянии приблизительно 382 световых лет (около 117 парсеков) от Солнца. Видимая звёздная величина звезды — +6,41m.

## Характеристики
34 Жирафа — белая Am-звезда спектрального класса A5m. Радиус — около 3,6 солнечных, светимость — около 29,363 солнечных. Эффективная температура — около 7082 К.